# Gonatocerus bouceki
Gonatocerus bouceki är en stekelart som beskrevs av Zeya 1995. Gonatocerus bouceki ingår i släktet Gonatocerus och familjen dvärgsteklar. Inga underarter finns listade i Catalogue of Life.